# 木戸口桜子
木戸口 桜子（きどぐち さくらこ、1999年10月18日 - ）は、日本の元女性アイドルで、SUPER☆GiRLSのメンバーであった。
北海道札幌市出身。活動時はエイベックス・マネジメント所属であった。愛称は、さく。

## 略歴
2012年5月19日、『avexアイドルオーディション2012』の最終選考に合格し、iDOL Streetのデビュー候補生であるストリート生に3期生として加入。同年6月12日、『SUPER☆GiRLS生誕2周年記念SP & アイドルストリートカーニバル2012』でストリート生内のチーム「e-Street SAPPORO」メンバーとして初お披露目された。
2014年10月10日から同年12月28日にかけて、ストリート生の各チームがパフォーマンスで勝敗を競うステージバトル『ストリーーーーーーグ3』が行われ、ファンの投票によりMVPを獲得。みきとPが作詞・作曲したオリジナルのソロ曲「恋するチーズケーキ」が副賞として贈られた。
2015年春、更なる自分磨きをするために上京。e-Street TOKYOに移籍し、リーダーに就任した。同年10月24日から2016年1月11日にかけて行われたステージバトル『ストリーグ!!!!』ではリーダーとしてチームを優勝に導いた。また個人としても2大会連続のMVPとなり、副賞として同年2月14日に『ストリーグ!!!!個人MVP記念 木戸口桜子 ソロコンサート』を開催している。
同年6月25日に開催された『iDOL Street Carnival 2016 6th Anniversary 〜RE:Я|LOAD〜』で、SUPER☆GiRLS"第3章"3期メンバーとして加入することを発表し、お披露目された。
その後、SUPER☆GiRLS 3期生によって行なわれたイベント、『SUPER☆GiRLS 新メンバー夏の強化合宿 〜初陣〜』では 阿部夢梨 を僅差で抑えMVPを獲得、副賞としてソロ曲「ひかりの季節」が贈られた。同曲は同年12月21日にリリースされたSUPER☆GiRLSのシングル「恋☆煌メケーション!!!」に収録されており、自身としてはストリート生時代の『恋するチーズケーキ』に続き、2曲目のソロ曲となった。
2017年4月17日、体調不良を理由に当面の間活動を休止することを明らかにした。同年9月20日、グループの卒業、また芸能活動を離れることを発表。同月30日をもって卒業した。

## 人物
SUPER☆GiRLSでのイメージカラー（超絶カラー）はファンシー・ネイビー。公式ニックネームは「さく」、「さくちゃん」、「さくっと」など。負けず嫌いで努力家な一面を持つ。座右の銘は「継続は力なり」。趣味・特技は歌を歌うことで、好きな大原櫻子の歌を歌うことが多く、Flowerの鷲尾伶菜のファンである。習い事として、クラシックバレエ、エアロビクス、ピアノなどを習っていたことがある。
憧れのアイドルは前島亜美と溝手るかで、『avex アイドルオーディション2012』に応募したキッカケについて「SUPER☆GiRLSの前島さんに憧れていてオーディションを受けました」と語っている。
グループの内村莉彩とはストリート生のころから仲が良く、「りさくらぴょんこ」というコンビを組んでいる。これは2012年8月に開催されたSUPER☆GiRLSのイベント『超絶☆夏まつり』に出演した際にスタッフから「2人は根暗コンビだよね」と言われたことがキッカケで、木戸口の名前「さくらこ」と内村のニックネーム「りさぴょん」を合わせたコンビ名である。
家族構成は父・母・弟の4人家族。出身地は北海道札幌市だが、父親の転勤などにより引っ越しを繰り返している。幼少期は神奈川で過ごし、幼稚園のころ札幌に戻り、小学生のころ東京へ引っ越し、中学生のころまた札幌に戻り、高校入学とともに東京で暮らし始めた。

## 作品

### 楽曲
- ひかりの季節 (SUPER☆GiRLS 「恋☆煌メケーション!!!」に収録)

### 未音源化楽曲
- 恋するチーズケーキ（BS-TBSドラマ「恋するチーズケーキ」テーマ）

## 出演

### テレビ番組
- ストリーーーーーーグ!〜バレンタイン大作戦〜（2015年2月1日、BS-TBS） - 「ストリーーーーーーグ3」のダイジェストとドラマ「恋するチーズケーキ」に出演

### CM
- リプトン「夢を追いかける人を応援」篇（2016年2月） - ナレーションも担当

### ラジオ
- SUPER☆GiRLS勝田梨乃の語りーの（2012年10月6日 - 2013年3月30日、HBCラジオ） - アシスタント

### イベント
- ストリーグ!!!!個人MVP記念 木戸口桜子 ソロコンサート（2016年2月14日、恵比寿 CreAto）